# Капельница (посёлок)
Капельница — микрорайон города Железноводска в Ставропольском крае.

## Расположение
Капельница расположена у восточных склонов горы Бештау и Машук примерно в 7 км к северо-востоку от центра Пятигорска. В 1,5 км западнее посёлка проходит автодорога Р217 «Кавказ». В посёлке расположено озеро Капка — памятник природы краевого значения.

## История
В посёлке ранее изготавливали смеси ядохимикатов, что плохо сказалось на экологии.

## Инфраструктура
- Основная общеобразовательная школа. Открыта 1 сентября 1961 года как начальная школа[4].
- Фельдшерско-акушерский пункт[5].

## Улицы
В посёлке расположены следующие улицы:
- Аллейная
- Виноградная
- Дивная
- Звёздная
- Зори Машука
- Кооперативная
- Красивая
- Мичурина
- Молодёжная
- Новосёлов
- Олимпийская
- Орджоникидзе
- Островского
- Отрадная
- Рабочая
- Светлая
- Северная
- Спортивная
- Студенческий городок
- Февральская
- Фрунзе
- Центральная
- Южная